# Achachilas

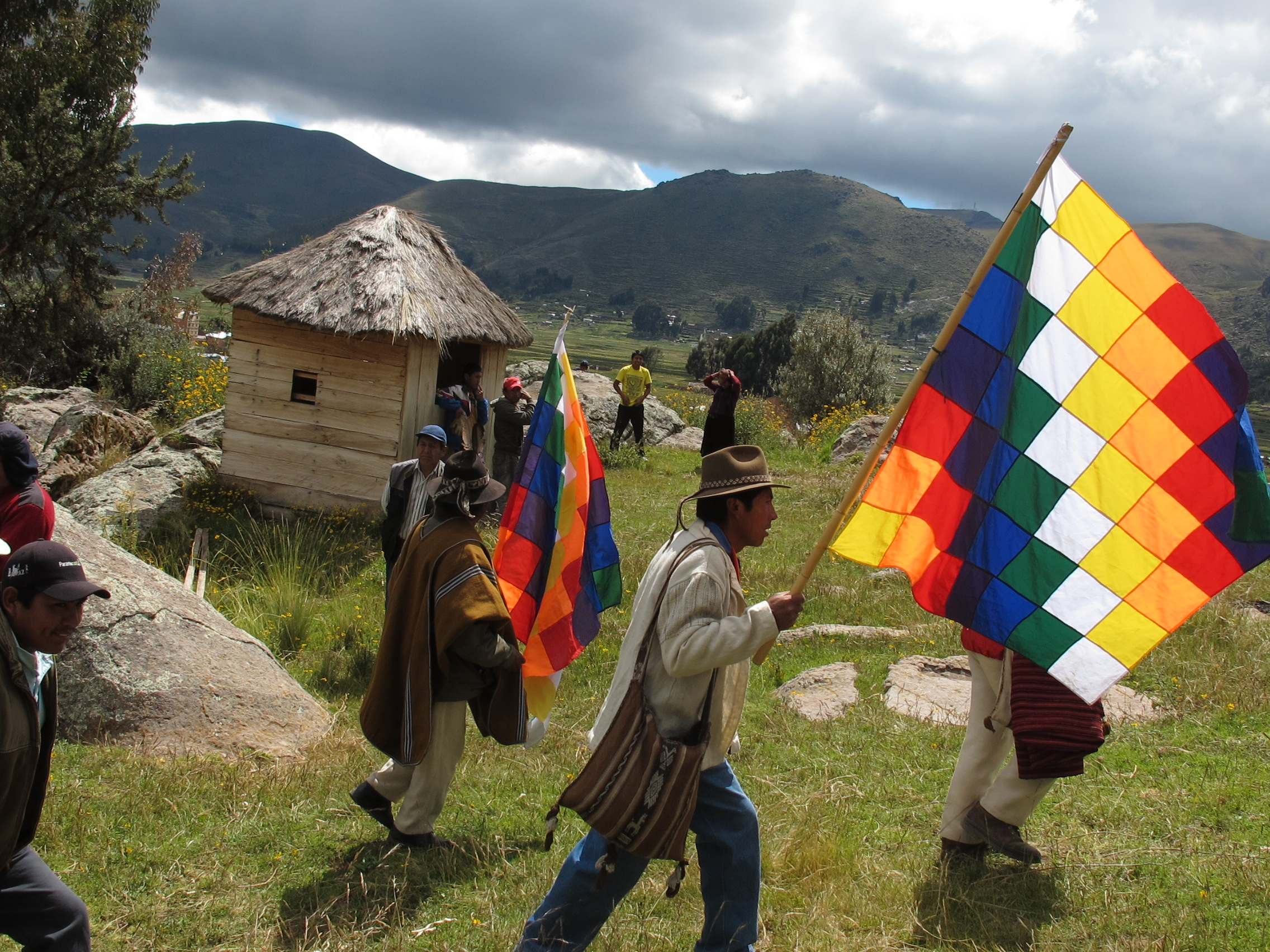
Aymaraceremoni.

Achachilas, även Acacila, är i Aymaraindianernas mytologi i Bolivia de höga bergens gud. De är uråldriga väsen som verkar under jorden och har makt över väder och vind samt kan orsaka regn.